# Nieuw-Nickerie
Nieuw-Nickerie ist nach Paramaribo und Lelydorp die drittgrößte Stadt in Suriname. Sie liegt an der Grenze zu Guyana an der Mündung des Flusses Nickerie und hat 12.818 Einwohner (Zensus 2012). Die Mehrheit der Einwohner sind Nachkommen von Einwanderern aus Indien (den so genannten Hindustanen) und Niederländisch-Indien (den so genannten Javanern).
Der Ort ist Hauptstadt des Distrikts Nickerie. Für die Wirtschaft wichtig sind der Hafen der Stadt und allgemein der Handel, vor allem der Grenzhandel mit dem Nachbarland Guyana. Am 12. Mai 2020 wurde das neu gebaute Verwaltungszentrum, das Distriktskommissariat in Nieuw-Nickerie offiziell in Gebrauch genommen.

## Geschichte
Ursprünglich lag der Ort auf dem rechten Ufer des Flusses und war unter dem Namen De Punt bekannt. Nach 1850 begann die Blütezeit des Ortes, dann jedoch unter dem Namen Nieuw-Rotterdam. Durch die sehr ausgeprägte Küstenerosion musste dieser Ort 1870 aufgegeben und weiter landeinwärts als Nieuwe Wijk neu angelegt werden. Schon 1879 musste auch diese Siedlung geräumt werden. Sie wurde dann auf dem linken Ufer des Nickerie angelegt und erhielt ihren heutigen Namen Nieuw-Nickerie. Heute schützt ein starker Seedeich vor weiterer Erosion.

## Grenzlage und Grenzprobleme
Der Grenzübergang nach Guyana ist der einzige von Bedeutung in Suriname. Es gibt eine Fähre zum auf der anderen Seite des Grenzflusses Corantijn gelegenen Springlands.
Der Ständige Schiedshof, Permanent Court of Arbitration (PCA) in Den Haag hat am 17. September 2007 ein Urteil über die Klage von Guyana zu maritimen Grenzkonflikten zwischen Suriname und Guyana verkündet.

Nieuw-Nickerie im Februar 2008
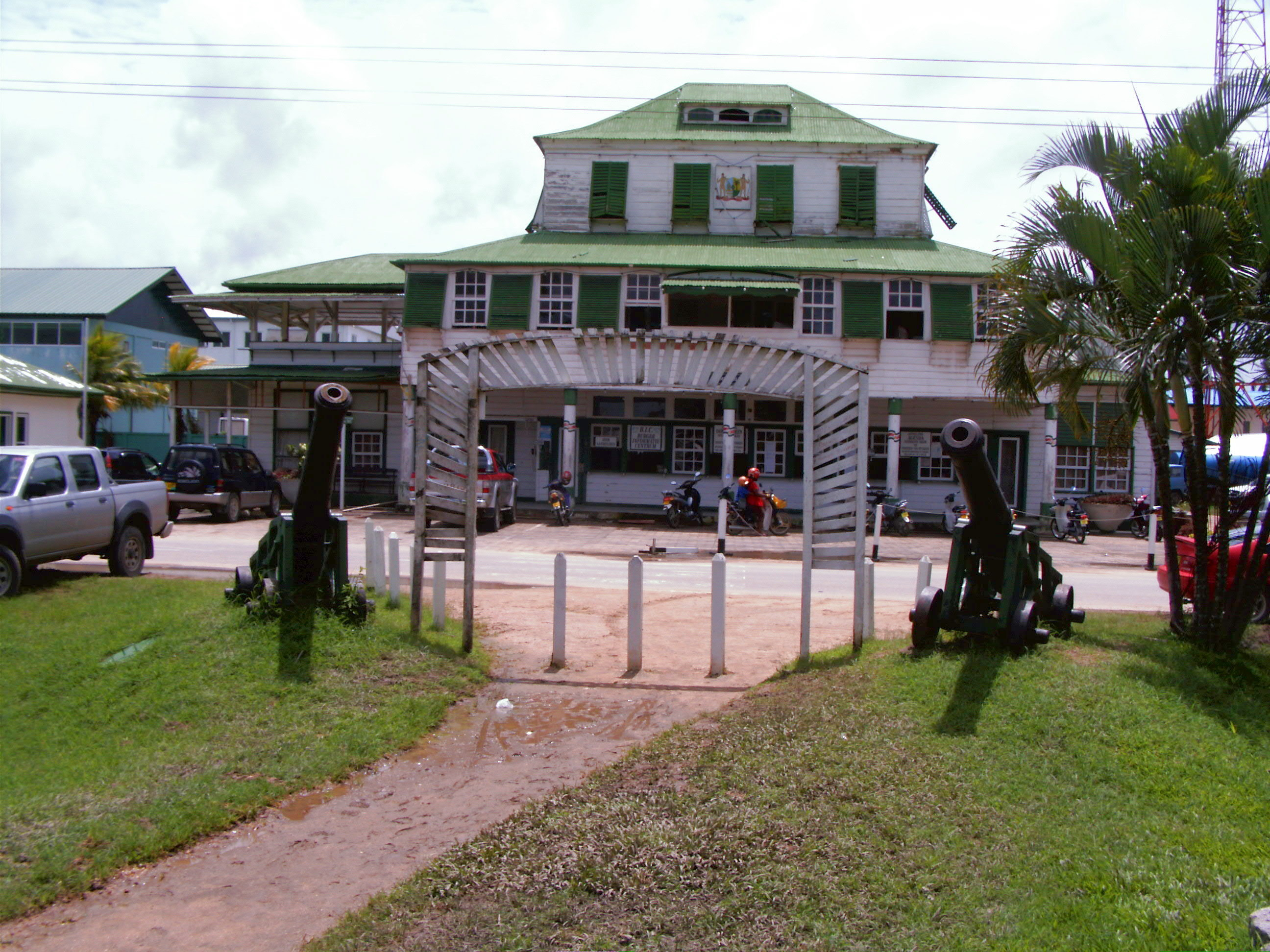
Das alte Distriktskommissariat in Nieuw-Nickerie
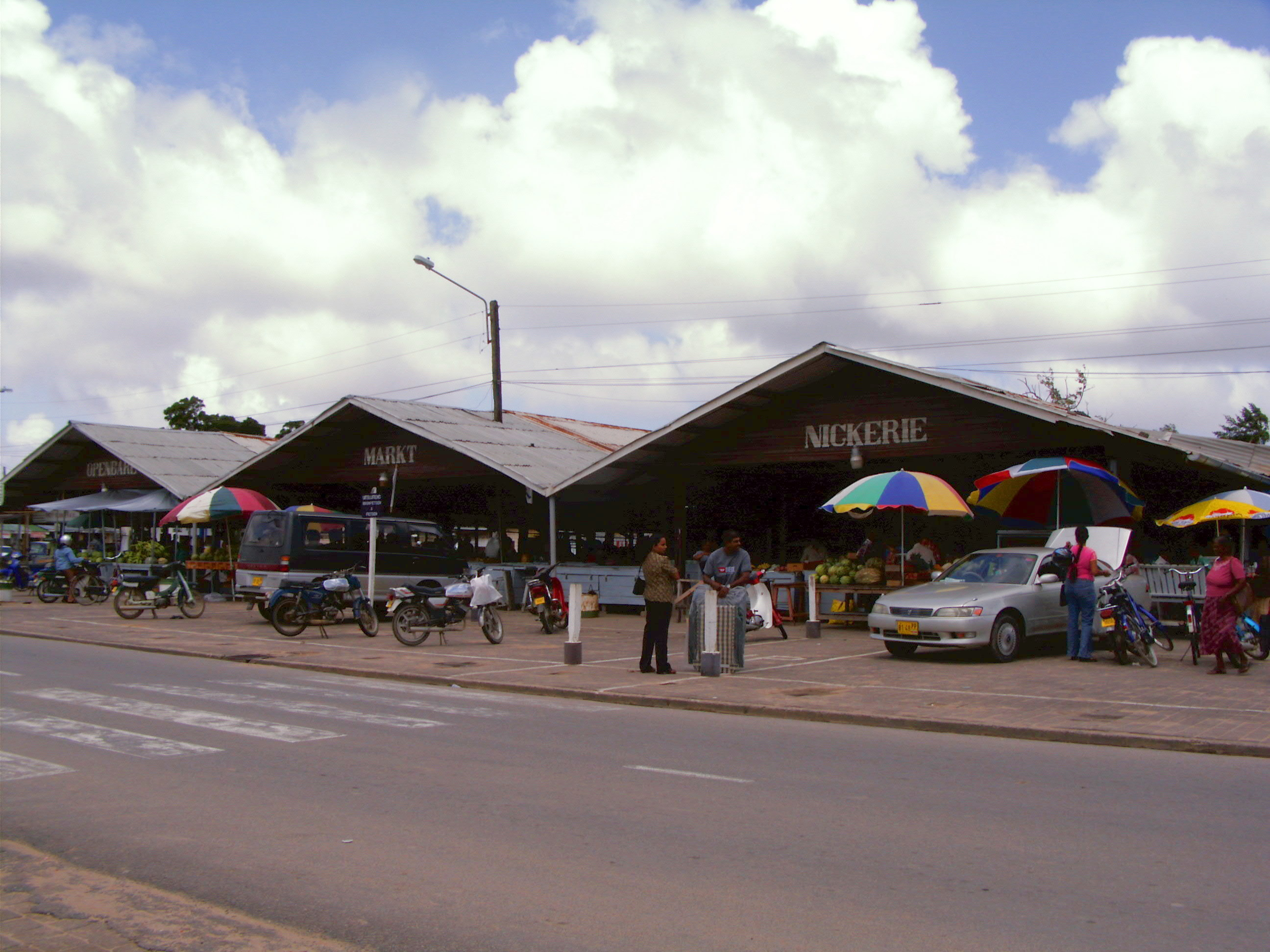
Die Markthallen von Nieuw-Nickerie
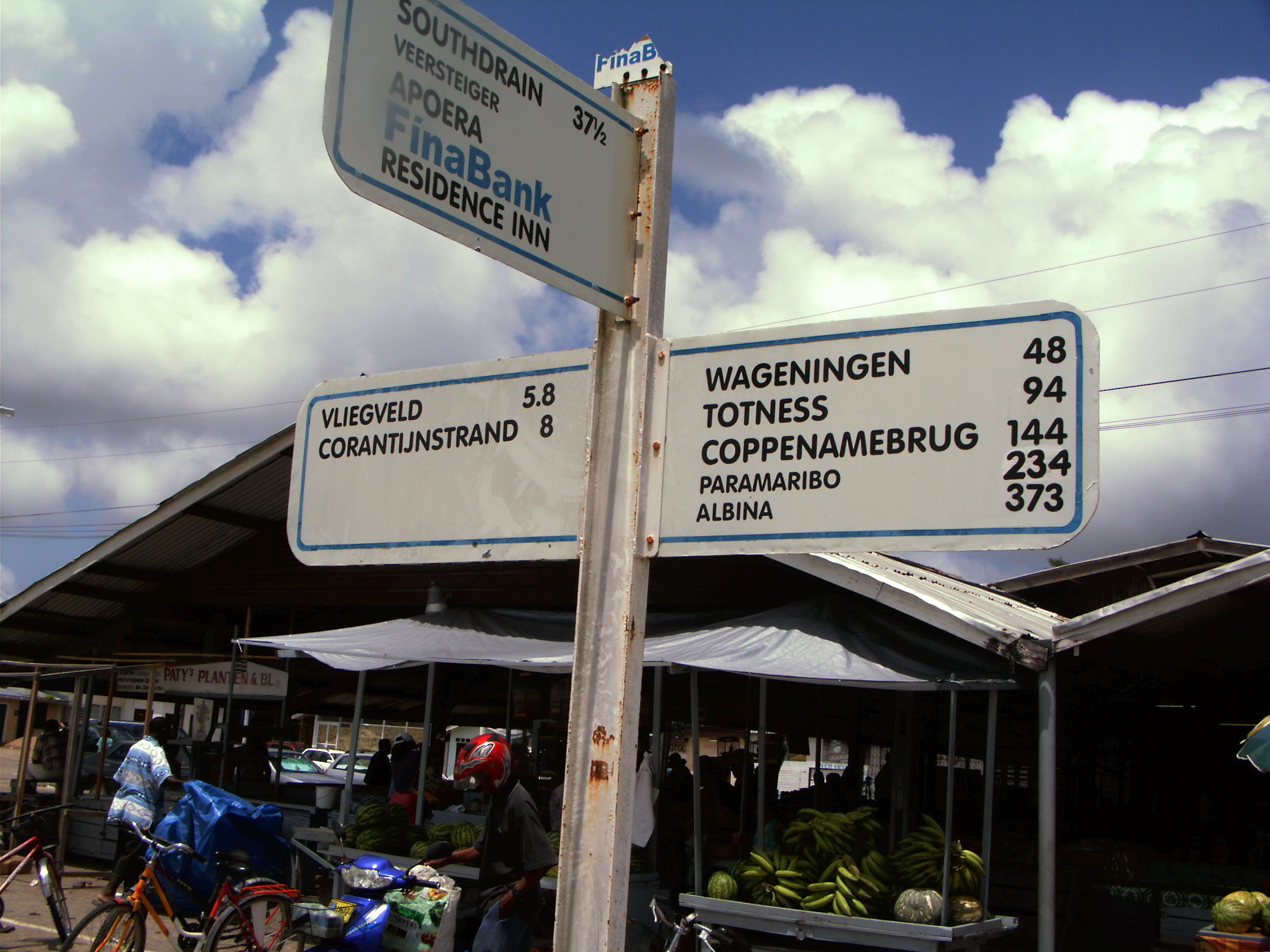
Hinweis- und Kilometerschilder vor den Markthallen
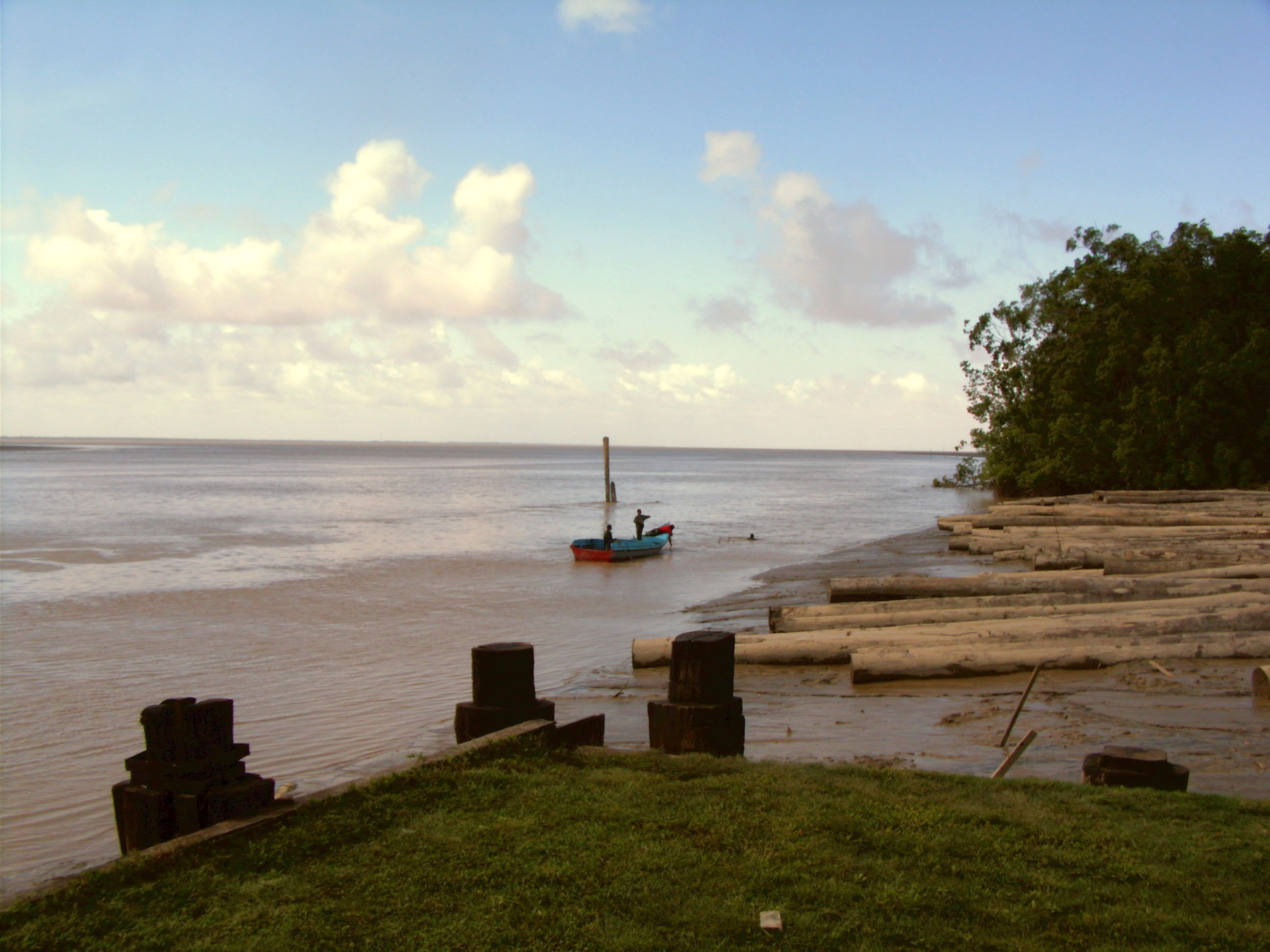
Der Nickerie hinter den Markthallen, Richtung Atlantik